# 일광여객
일광여객자동차(日光旅客自動車)는 부산광역시 기장군 기장읍 기장대로 313에 본사를 두고 있는 시내버스 운영 업체로 본사는 동부산공영차고지가 있다. 계열사로는 세익여객이 있다.

## 일광여객 연혁
- 1970년 3월 26일 설립.
- 2012년 5월 30일: 본사를 현 위치인 부산광역시 기장군 기장읍 기장대로 313으로 이전.

## 차고지
- 부산광역시 기장군 기장읍 기장대로 313(동부산 공영차고지(본사): 36번 ,63번 시종착 및 관리)
- 부산광역시 해운대구 중동1로 35-1 (중동) (세익여객 해운대 영업소: 31번, 307번 시종착 및 관리)

## 운행 노선

### 시내버스
- ● 31번 : 송정 ↔ 해운대경찰서 ↔ 동래역 ↔ 거제리 ↔ 서면 ↔ 주례역 ↔ 서부터미널 ↔ 모라주공(이 노선은 세익여객과 공동배차한다)
- ● 36번: 청강리공영차고지 ↔ 기장시장 ↔ 교리초등학교 ↔ 반송 ↔ 반여농산물시장역 ↔ 무정리길 ↔ 안락교차로 ↔ 거제역
- ● 63번: 청강리공영차고지 ↔ 송정해수욕장입구 ↔ 해운대역 ↔ 수영사적공원 ↔ 부산지방병무청 ↔ 부산시민공원 ↔ 초읍(어린이대공원) ↔ 삼광사 ↔ 성곡시장 ↔ 부암교차로 ↔ 부산진구청
- ● 307번: 송정 ↔ 마린시티 ↔ 벡스코 ↔ 안남초등학교 ↔ 동래역 ↔ 만덕2터널 ↔ 구포역 ↔ 김해공항

## 차량
- 현대 뉴 슈퍼 에어로시티
- 현대 저상 뉴 슈퍼 에어로시티
- 현대 일렉시티